# Real Ordem de Vitória e Alberto

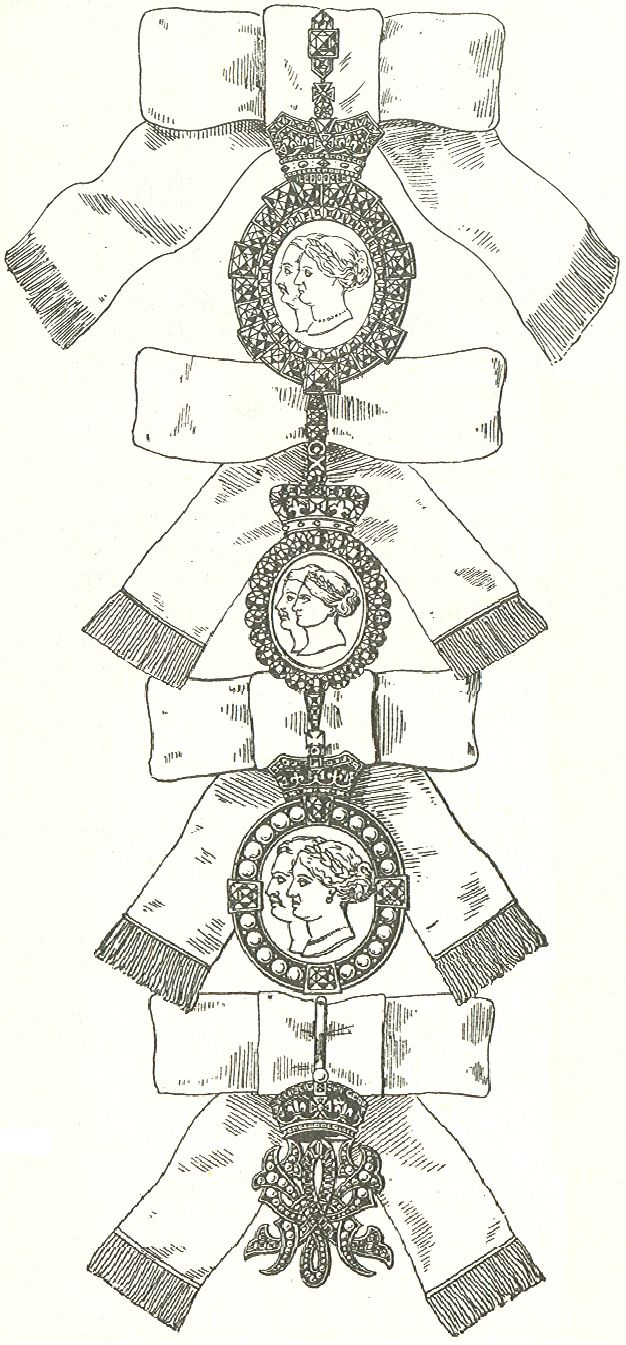
Os quatro graus da Ordem

A Real Ordem de Vitória e Alberto foi uma ordem britânica instituída em 1862 pela Rainha Vitória, e aumentada em 1864, 1865 e 1880. Nenhuma concessão foi feita após a morte da rainha Vitória. 
A ordem teve quatro classes e foi concedida somente às mulheres. Para as primeiras três classes, o emblema consistiu em um medalhão da rainha Vitória e Alberto, Príncipe Consorte, diferindo apenas no tamanho e formato das jóias. Todos os quatro medalhões eram ornamentados por uma coroa, que era unida a uma curva de fita de seda branca do moiré. A honra não dava precedência, mas os agraciados poderiam utilizar após o nome a sigla "VA".